# إسا بكا سالونن
إسـَا بـِكـّا سالونن (Esa-Pekka Salonen؛ هلسنكي، 30 يونيو 1958) قائد أوركسترا وموسيقي فنلندي. وهو حاليا المستشار الفني وقائد أوركسترا فيلاهامونيا في لندن و حائز على جائزة القيادة من أوركسترا لوس أنجلوس.

## روابط خارجية
- إسا بكا سالونن على موقع IMDb (الإنجليزية)
- إسا بكا سالونن على موقع الموسوعة البريطانية (الإنجليزية)
- إسا بكا سالونن على موقع مونزينجر (الألمانية)
- إسا بكا سالونن على موقع ميوزك برينز (الإنجليزية)
- إسا بكا سالونن على موقع إن إن دي بي (الإنجليزية)
- إسا بكا سالونن على موقع أول ميوزيك (الإنجليزية)
- إسا بكا سالونن على موقع ديسكوغز (الإنجليزية)
- إسا بكا سالونن على موقع قاعدة بيانات الفيلم (الإنجليزية)